# Delia angustiventris
Delia angustiventris är en tvåvingeart som först beskrevs av Zetterstedt 1845.  Delia angustiventris ingår i släktet Delia och familjen blomsterflugor.
Artens utbredningsområde är Sverige. Arten är reproducerande i Sverige. Inga underarter finns listade i Catalogue of Life.